# グレートスレーブ湖
グレートスレーブ湖（グレートスレーブこ、英: Great Slave Lake）は、カナダのノースウエスト準州に存在する湖である。グレイトスレイブ湖、グレートスレイブ湖、グレートスレーヴ湖などとも書かれる。

## 概要
全体がカナダ国内にある湖ではグレートベア湖に次いで2番目に大きな湖であり、また最大水深614mは北アメリカではもっとも深い。世界では10番目に大きな湖。長さ469km、幅20から203km。面積は27,200 km2。
流入河川はヘイ川、スレイブ川、タルトソン川などがある。流出河川はボーフォート海（北極海）へ注ぐマッケンジー川。
イギリス人の Samuel Hearne が1771年に探検した。1930年代、金が発見され準州の州都イエローナイフが建設された。他の湖周辺の町はフォートプロビデンス、ヘイリバー、フォートレゾリューション。冬には凍結するが、氷が厚さ1.5mになるなど厚いため、アイスロードという道(約300～400km)が整備されトレーラーですら通行できるようになる。ダイアモンド鉱山等への重要な物資搬入路となる。
この湖はかつてグレートベア湖、アサバスカ湖などとつながっていたと考えられている。かつては、これらの湖全て覆うマッコーネル湖が存在したとされており、これらの湖はマッコーネル湖の残渣と考えられている。このため、これら3つの湖は「姉妹の湖」などと喩えられることもある。
湖の名前はこの地方のネイティブ・アメリカンの部族名（Slavey）に由来している。
1978年1月24日には、ソビエト連邦の人工衛星「コスモス954号」が制御不能となり大気圏へ突入、落下する過程で部品がグレートスレーブ湖の東端から北東方向へ数百キロの長さで降り注いだ。衛星には原子炉が搭載されていたことから徹底的な調査が行われ、湖の東端からは同年2月2日までに表面数センチの近さで200レントゲン(/h)の放射線を放出する部品が発見されている。

## ギャラリー

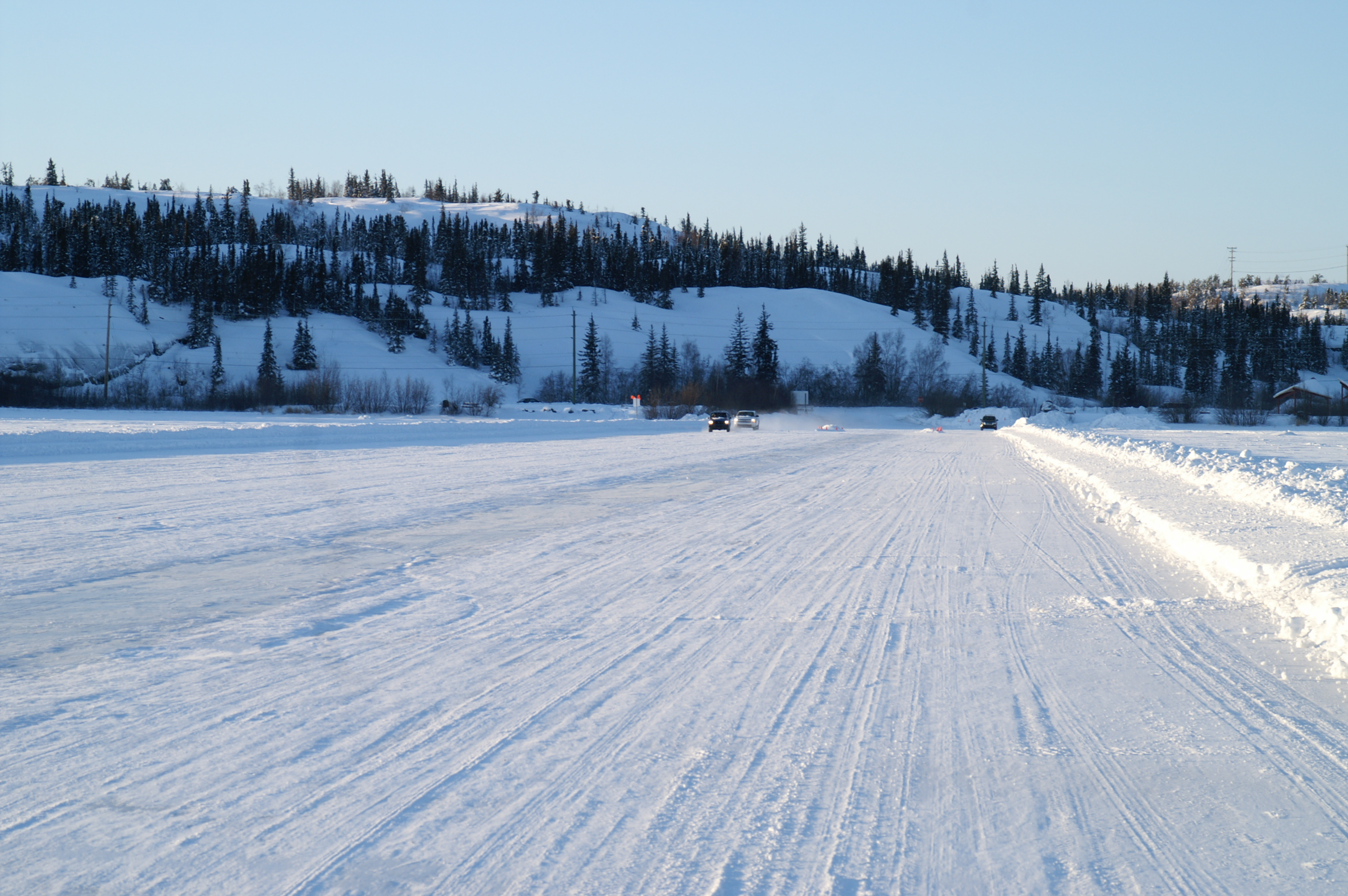
グレートスレーブ湖を通るアイスロード
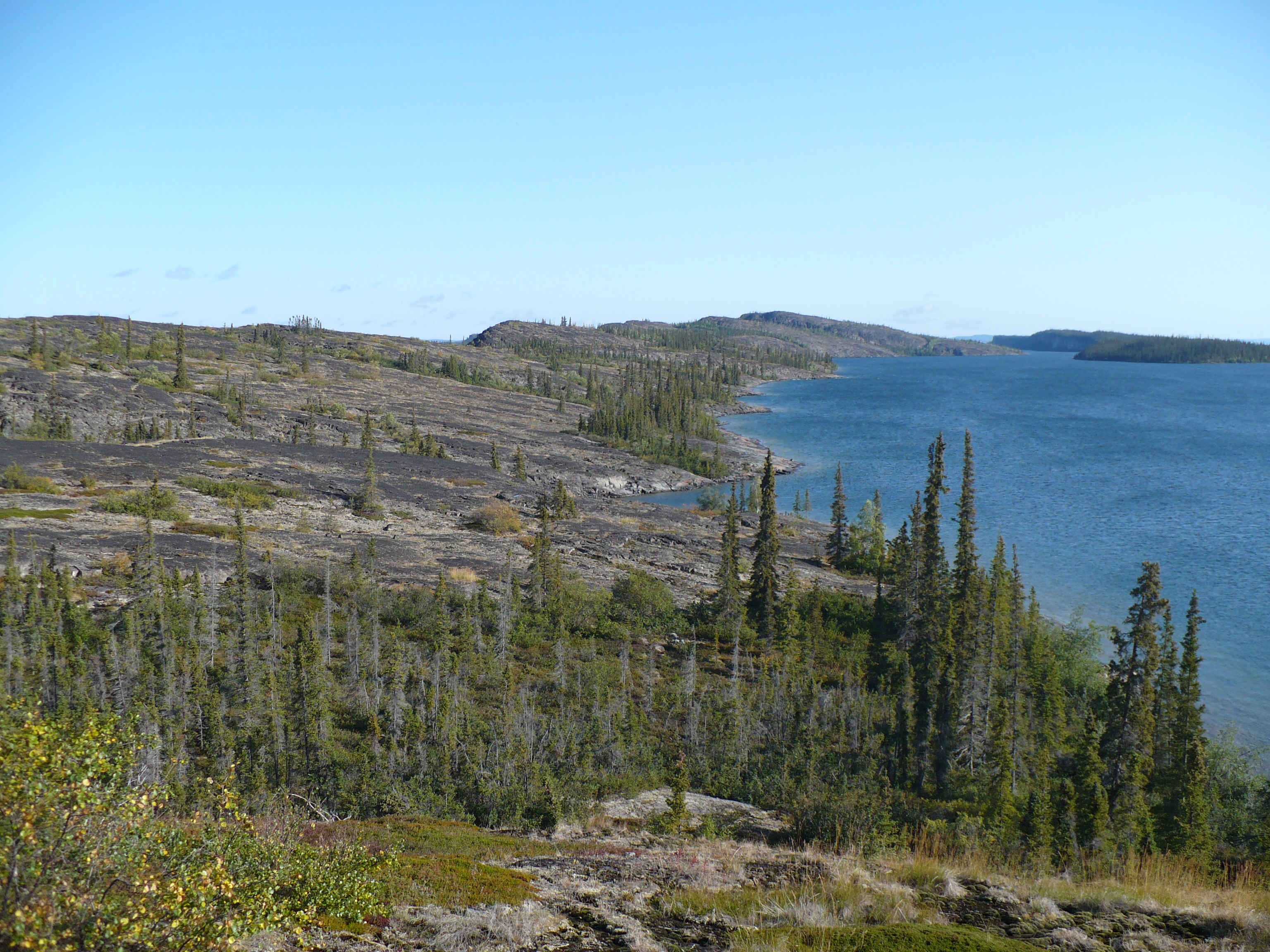
タイディネ・ネネ国立公園の東端、ウツィンギ・ポイント
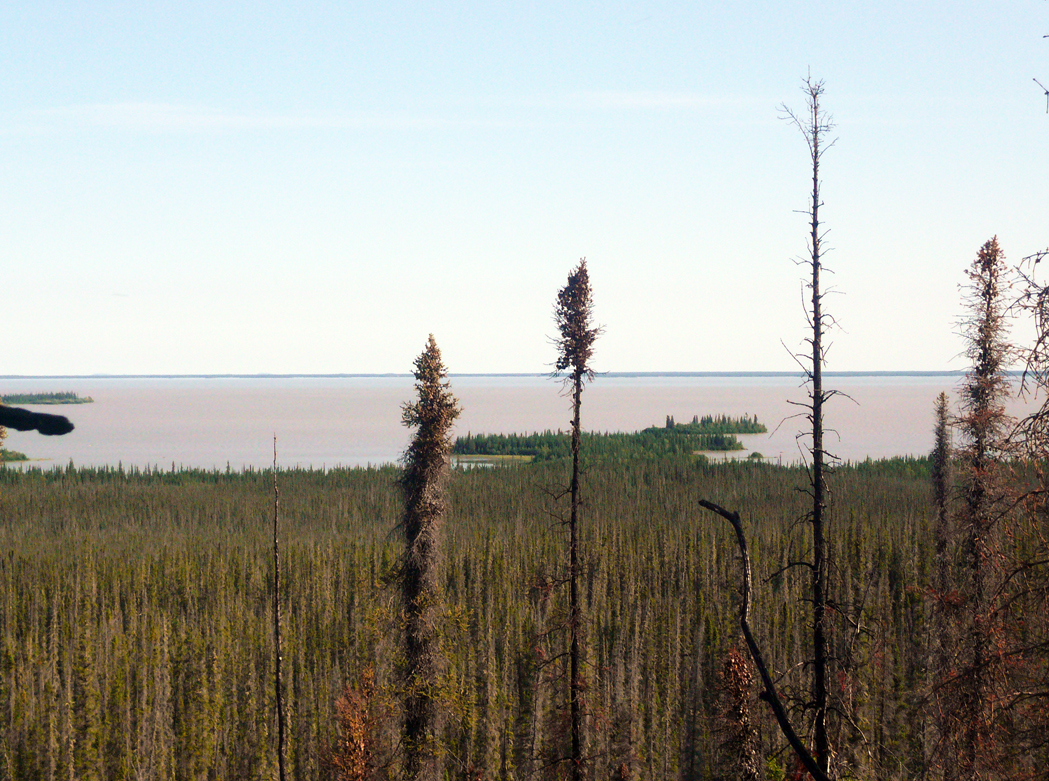
ノーザン湾
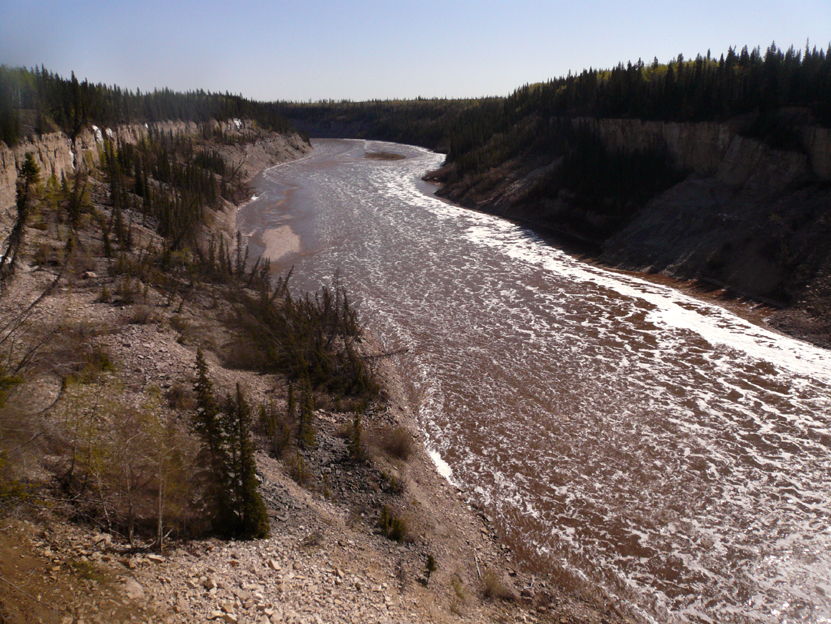
グレートスレーブ湖にそそぐヘイ川